# I Choose
"I Choose" é um single da banda estadunidense The Offspring, lançado em 5 de dezembro de 1997 pela gravadora Columbia Records.

## Faixas[1]
1. "I Choose" – 3:54
2. "All I Want" (ao vivo) – 2:02
3. "Mota" – 2:55